# Villers-Guislain
Villers-Guislain és un municipi francès, situat a la regió dels Alts de França, al departament del Nord. L'any 2006 tenia 694 habitants.

## Demografia
| 1962                                       | 1968 | 1975 | 1982 | 1990 | 1999 | 2006 |
| ------------------------------------------ | ---- | ---- | ---- | ---- | ---- | ---- |
| 780                                        | 809  | 791  | 767  | 659  | 641  | 694  |
| Des de 1962: població sense dobles comptes |      |      |      |      |      |      |

## Administració
| Període   | Identitat     | Partit |
| --------- | ------------- | ------ |
| 2001-2008 | Claude Mory   |        |
| 2008-     | Gérard Allart |        |